# Hexanoato de etilo
El hexanoato de etilo es el éster resultante de la condensación de ácido hexanoico y etanol. Tiene un agradable olor a piña.